# Alpska liga 1997/98
Alpska liga 1997/98 je bila šesta sezona Alpske lige. Naslov prvaka je osvojil klub VEU Feldkirch, ki je v finalu premagal EC KAC. 

## Redni del
| Poz | Klub            | OT | TOČ | Z  | N | P  | DG | PG | GR  |
| --- | --------------- | -- | --- | -- | - | -- | -- | -- | --- |
| 1   | VEU Feldkirch   | 16 | 23  | 10 | 3 | 3  | 68 | 33 | +35 |
| 2   | EC KAC          | 16 | 21  | 9  | 3 | 4  | 69 | 41 | +28 |
| 3   | Wiener EV       | 16 | 20  | 9  | 2 | 5  | 61 | 33 | +28 |
| 4   | EC VSV          | 16 | 20  | 9  | 2 | 5  | 67 | 48 | +19 |
| 5   | Kapfenberger SV | 16 | 16  | 7  | 2 | 7  | 40 | 47 | -7  |
| 6   | EC Graz         | 16 | 14  | 6  | 2 | 8  | 62 | 77 | -15 |
| 7   | HK Jesenice     | 16 | 13  | 5  | 3 | 8  | 54 | 65 | -11 |
| 8   | HK Bled         | 16 | 10  | 2  | 6 | 8  | 45 | 76 | -31 |
| 9   | Olimpija Hertz  | 16 | 7   | 3  | 1 | 12 | 38 | 84 | -46 |

## Končnica

### Skupina A
| Poz | Klub            | OT | TOČ | Z | N | P | DG | PG | GR |
| --- | --------------- | -- | --- | - | - | - | -- | -- | -- |
| 1   | VEU Feldkirch   | 3  | 6   | 3 | 0 | 0 | 12 | 6  | +6 |
| 2   | EC VSV          | 3  | 4   | 2 | 0 | 1 | 11 | 5  | +6 |
| 3   | Kapfenberger SV | 3  | 1   | 0 | 1 | 2 | 6  | 11 | -5 |
| 4   | HK Bled         | 2  | 1   | 0 | 1 | 2 | 7  | 14 | -7 |

### Skupina B
| Poz | Klub        | OT | TOČ | Z | N | P | DG | PG | GR  |
| --- | ----------- | -- | --- | - | - | - | -- | -- | --- |
| 1   | EC KAC      | 3  | 5   | 2 | 1 | 0 | 15 | 9  | +6  |
| 2   | Wiener EV   | 3  | 4   | 2 | 0 | 1 | 22 | 11 | +11 |
| 3   | EC Graz     | 3  | 3   | 1 | 1 | 1 | 10 | 15 | -5  |
| 4   | HK Jesenice | 3  | 0   | 0 | 0 | 3 | 6  | 18 | -12 |

### Finale
| 4. december 1997 | EC KAC | 3:5 | VEU Feldkirch |  |

| Poročilo tekme | Poročilo tekme | Poročilo tekme  | Poročilo tekme | Poročilo tekme |
| -------------- | -------------- | --------------- | -------------- | -------------- |
|                |                | (1:3, 2:0, 0:2) |                |                |

| 6. december 1997 | VEU Feldkirch | 4:4 | EC KAC |  |

| Poročilo tekme | Poročilo tekme | Poročilo tekme  | Poročilo tekme | Poročilo tekme |
| -------------- | -------------- | --------------- | -------------- | -------------- |
|                |                | (3:2, 0:2, 1:0) |                |                |